# Gryttjom, Östhammars kommun
Gryttjom är en by i Dannemora socken i Östhammars kommun, nordöstra Uppland.
Gryttjom ligger längs länsväg 292 cirka 4 kilometer väster om Österbybruk. Byn består av enfamiljshus samt bondgårdar.
I Gryttjom möts länsvägarna 290, C 711 samt C 730.